# Henri de Looz
Henri de Looz, mort le 2 août 1218, fut comte de Looz durant quelques jours en 1218. Il était le deuxième fils de Gérard II, comte de Looz, et d'Adélaïde de Gueldre.
Il fut d'abord chanoine de Saint-Lambert à Liège, prévôt des Franciscains à Maastricht (1213), prévôt de Saint-Alexandre à Aschaffenbourg (1209). Il renonce peu après à une carrière cléricale et épouse Mathilde de Vianden († 1241), veuve de Lothaire, comte de Hochstaden, et fille de Frédéric III de Vianden (nl), comte de Vianden. Ils n'eurent pas d'enfant.
Il devint comte de Hochstaden par son mariage, comte de Duras en 1216. Il succéda le 30 juillet 1218 à son frère Louis II, mais mourut trois jours plus tard, peut-être empoisonné.

## Source
- Foudation for Medieval Genealogy : Lower Lotharingian nobility.